# خرند
محوطه باستانی خرند یکی از مناطق باستانی شهرستان مهدیشهر در استان سمنان است. این منطقه باستانی در فاصله ۳۵ کیلومتری شمال شرق مهدیشهر و ۵۱ کیلومتری شمال شرق سمنان در دامنه جنوبی رشته کوه البرز قرار گرفته‌است.
بخش‌هایی از آثار تاریخی موزه گرمابه پهنه سمنان از منطقه خرند مهدیشهر، کشف و به این موزه انتقال داده شده است.